# Amphiglossus melanurus
Amphiglossus melanurus là một loài thằn lằn trong họ Scincidae. Loài này được Günther mô tả khoa học đầu tiên năm 1877.

## Hình ảnh

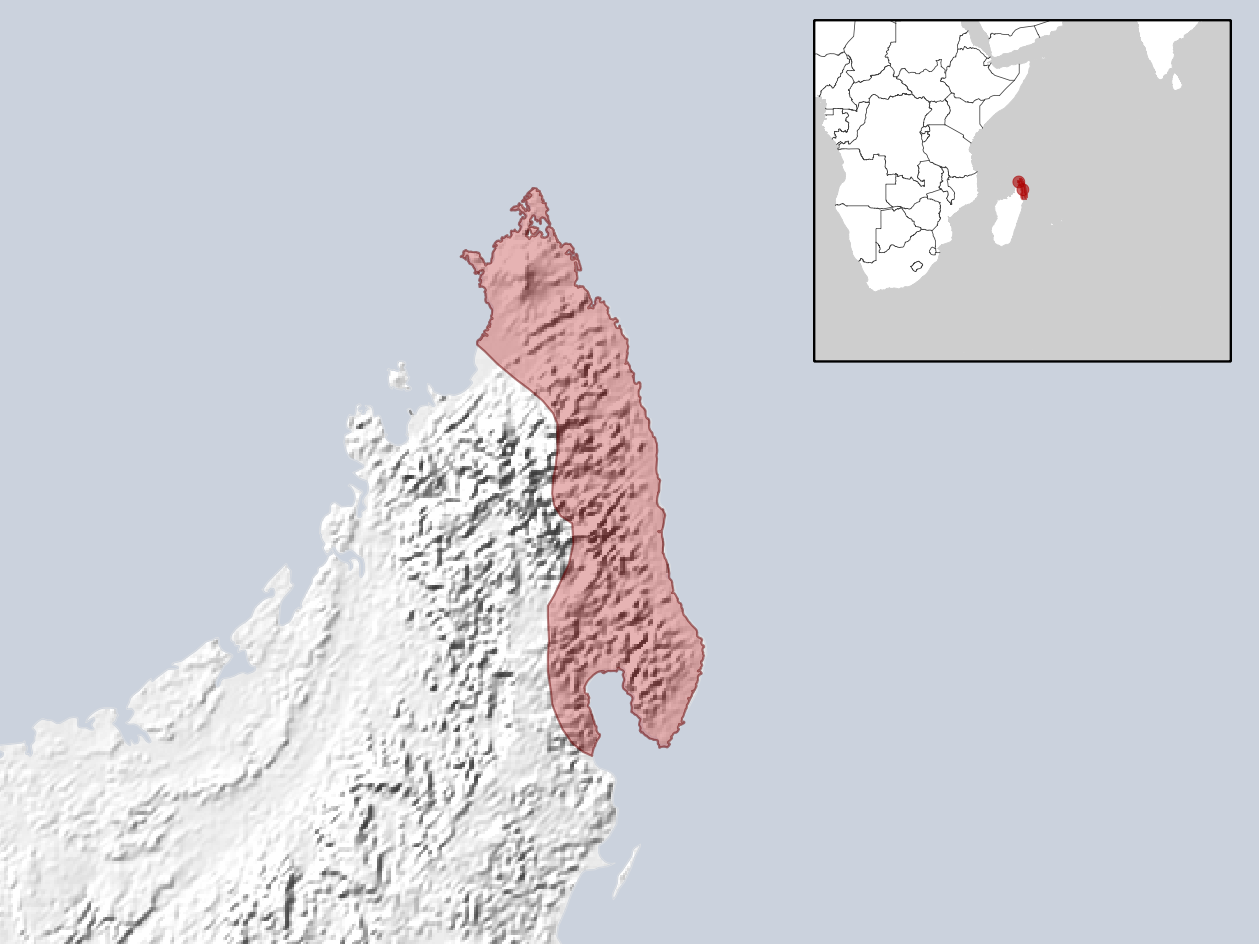